# Carinski most
Carinski most je cestovni most u Mostaru.     

## Lokacija
Ovaj most premošćuje Neretvu uzvodno od Starog mosta u blizini autobusnog kolodvora, na mjestu nekadašnje carine (po kojoj je ovaj dio Mostara i dobio ime Carina) i na mjestu gdje je Neretva najuža.

## Povijest
Idejni projekt mosta za cestovni i željeznički promet izradio je poznati inženjer iz mostarske povijesti Miloš Komadina. Projekt je predviđao konstrukciju od armiranog betona s dva luka – veći luk premošćivao bi Neretvu, a manji kameni plato obale.
Radovi na izradi mosta započeli su 1916. godine. Most su gradili austro-ugarski vojnici i ratni zarobljenici (talijanski, srpski i ruski). Pušten je u promet 9. svibnja 1918. i dobio ime Most kralja Karla. Nedovršeni i sporedni radovi nastavljeni su nakon završetka austro-ugarske okupacije 1920. i nova vlast nazvala ga je Most kralja Aleksandra. Nakon Drugog svjetskog rata bio je nazvan Most Ive Lole Ribara. Mostarci ga oduvijek zovu Carinski most.
Srušen je 11. lipnja 1992. zajedno s Mostom Hasana Brkića i Željezničkim mostom u Raštanima. Veliki luk miniran je i u potpunosti srušen, za razliku od malog luka, koji je ostao čitav s nadlučnom konstrukcijom. Oba stuba za oslonac i srednji stub također su ostali čitavi. Troškovi obnove iznosili su 5 milijuna KM. Investitor je bila Misija Europske unije u Mostaru (EUAM), koja je zbog lošeg stanja ostalih dijelova mosta odlučila obnoviti cjelokupan most u izvornom obliku, uz proširenje za 1 m zbog povećanog cestovnog prometa.
Obnova je trajala 15 mjeseci, a završena je 1996. Ovo je prvi most obnovljen u Mostaru nakon rata.

## Opis
Širina luka iznosi 52,7 m. Širina svoda u tjemenu je 8,40 m, a péta luka 9,40 m. Luk nad obalom ima raspon od 35 m (visina strijele 7 m), uz širinu otvora 34,26 m. Visine stubova su: zapadni obalni 6,5 m, srednji 6 m, a istočni 3 m. Širina kolovoza bila je 7 m, uz 2 nogostupa po 1,5 m. Na mostu su bile ugrađene tračnice za normalni i uski kolosijek. Most je izgrađen s bogato ukrašenim ogradama i kioscima na zapadnom dijelu mosta.